# Ramón Miranda Pérez
Ramón Miranda Pérez (Bueu, 7 de novembre de 1909 - Bueu, 23 de desembre de 1968) fou un futbolista gallec de la dècada de 1930.

## Trajectòria
Jugava d'extrem. La seva trajectòria esportiva transcorregué entre dos clubs, l'Stadium Avilesino i el Racing Club de Ferrol. Fou fitxat pel FC Barcelona per la temporada 1933-34, disputant un partit de lliga espanyola i deu del Campionat de Catalunya. Una greu lesió en el partit de lliga que jugà frenaren la seva brillant carrera. Retornà als seus clubs anteriors, Stadium i Racing, on acabà la seva carrera esportiva.